# Narcótico

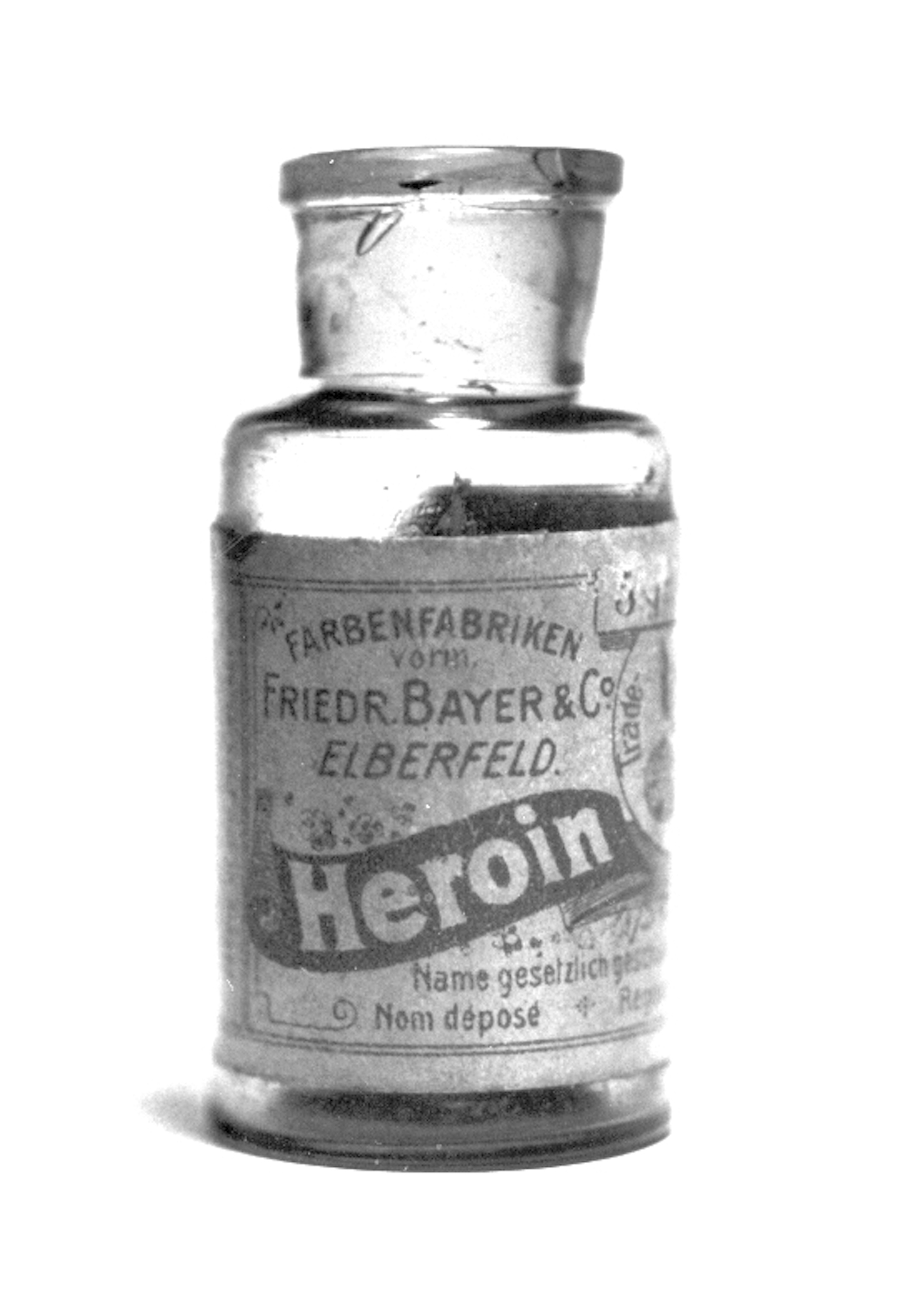
Frasco de heroína Bayer, década de 1920.

Un narcótico es una sustancia medicinal que, por definición, provoca sueño o en muchos casos estupor y, en la mayoría de los casos, inhibe la transmisión de señales nerviosas, en particular, las asociadas al dolor. El grupo de los narcóticos comprende gran variedad de fármacos con efectos psicoactivos, aunque terapéuticamente no se usan para promover cambios en el humor, como los psicotrópicos, sino para otros fines farmacológicos: analgesia, anestesia, efectos antitusivos, antidiarreicos.

## Etimología
La palabra narcótico viene del griego ναρκοῦν ("narkoûn", entumecer) y etimológicamente se refiere a una sustancia o medicamento  que, sin tener en cuenta lo  estimulante que pueda ser en alguna de sus fases de actividad, finalmente produce un efecto depresivo en el sistema nervioso central.
Sin embargo, estas sustancias con frecuencia se desvían del circuito legal y se usan como estimulantes. Algunos narcóticos son anestésicos, como el éter etílico, el cloroformo y el ciclopropano; pero en su mayoría son agentes de la clase de los opioides, incluidas en la Convención Única sobre Estupefacientes. 
Hasta hace algunos años, se ha considerado al tetrahidrocannabinol —la sustancia activa del cannabis (marihuana)— como un narcótico analgésico; pero este se ha retirado de la lista de sustancias narcóticas que elabora la Administración de Alimentos y Medicamentos (FDA) de Estados Unidos.
En cuanto a otras plantas, los aborígenes amazónicos utilizan las semillas del Inga spp con fines narcóticos.

## Clasificación
Opiáceos
- Codeína
- Morfina
- Tebaína

Opioides
- Heroína
- Oxicodona
- Hidrocodona
- Tramadol